# Battaglia di Cadice (1656)
La battaglia navale di Cadice venne combattuta il 19 settembre del 1656 nel corso delle guerre della guerra anglo-spagnola (1655-1660) tra la squadra britannica al comando del capitano Richard Stayner e la Flota de Tierra Firma spagnola al comando dell'ammiraglio Marcos del Puerto. Al termine del combattimento gli inglesi catturarono due navi, ne distrussero altre tre, e sequestrarono 54 cannoni e beni per un valore di 200 000 sterline dell'epoca. Inoltre gli spagnoli subirono una perdita stimata di 14 300 000 pezzi da otto, 272 pezzi di artiglieria e 1 400 uomini.

## Storia
Dopo la fine della prima guerra anglo-olandese Oliver Cromwell rivolse la sua attenzione al nemico tradizionale dell'Inghilterra, la Spagna. Cercava un ritorno a una politica degli attacchi alle rotte commerciali e marittime spagnole, il cui successo al tempo di Elisabetta I d'Inghilterra aveva acquisito uno status leggendario.
Le trattative tra Inghilterra e Spagna continuarono mentre era in corso la spedizione britannica contro le Indie occidentali spagnole. Dal 1654 Cromwell aveva insistito sul fatto che la Spagna dovesse concedere la libertà religiosa ai protestanti inglesi nel territorio spagnolo e che i mercanti inglesi potessero commerciare liberamente nelle Indie occidentali. Sostenuto dall'Inquisizione e dal Vaticano, tuttavia, il re Filippo IV di Spagna non concesse la libertà religiosa ai protestanti e affermò che l'Inghilterra non aveva il diritto di commerciare nelle Americhe, che erano rivendicate come territorio sovrano spagnolo.
Nel maggio 1655, dopo che l'ambasciatore speciale di Spagna, Agustín Ambrosio de Bette y Hornes marchese de Lede, confermò a Cromwell che non ci sarebbe stata alcuna concessione, furono inviate istruzioni segrete all'ammiraglio Robert Blake per intercettare rifornimenti o rinforzi inviati dalla Spagna alle Indie occidentali e per prepararsi a catturare la flotta del tesoro spagnola diretta verso Cadice, che però non salpò e rimase nelle Americhe. Tuttavia, gli ordini di Blake erano ambigui ed egli esitò a provocare uno scontro con una flotta spagnola al largo di Capo San Vincenzo nell'agosto 1655. La squadra navale spagnola, denominata Escuadra de la guardia de Indias, al comando di don Pablo Fernández de Contreras, che aveva come subordinato don Juan Castaños, era forte di 28 navi da guerra e sei brulotti, ed era in fase di avanzata preparazione.{
Quando nel mese di ottobre Blake tornò in Inghilterra per riparare le sue navi, la notizia degli attacchi a Hispaniola e alla Giamaica erano di dominio pubblico ed era chiaro che Cromwell era intento alla guerra. Nonostante le proteste dei mercanti inglesi per la perdita del commercio spagnolo, il Consiglio di Stato sostenne Cromwell, e la guerra con la Spagna fu ufficialmente dichiarata nell'ottobre 1655. Cromwell pubblicò un manifesto il 26 ottobre sostenendo che la guerra era giustificata a causa della passata aggressione spagnola contro le colonie inglesi nelle Indie occidentali.
La flotta britannica ritornò nelle acque spagnole nell'aprile successivo. Durante questo periodo una flotta spagnola aveva attraccato a Cadice e il porto era ritenuto dagli inglesi troppo ben difeso per essere attaccato con successo. Di conseguenza, i due generali alla guida della flotta inglese (Blake ed Montagu) salparono per Tangeri per imbarcare acqua e rifornimenti.
Da Tangeri, verso la fine di maggio 1656, le migliori navi della flotta al comando di Blake e Montagu salparono per Lisbona per sostenere l'ambasciatore inglese Philip Meadows nei suoi tentativi di convincere re Giovanni IV del Portogallo nel ratificare un trattato tra il Portogallo e Inghilterra. Con l'arrivo della flotta, le trattative si conclusero rapidamente, in quanto re Giovanni IV accettò anche di pagare un risarcimento di 50 000 sterline per le perdite subite dal commercio inglese durante il 1649-1650 quando il principe Ruperto si era rifugiato a Lisbona e aveva effettuato azioni di pirateria contro il trasporto marittimo del Commonwealth d'Inghilterra.  In cambio, Cromwell era pronto a sostenere la lotta del Portogallo per la libertà dalla Spagna, iniziata nel 1640. Dopo che re Giovanni ebbe acconsentito alle richieste inglesi, il blocco completo di Cadice fu ripreso.
Il blocco navale continuò per tutta l'estate del 1656, con gli spagnoli che evitarono qualsiasi azione aggressiva, consentendo alla maggior parte della flotta inglese di fare irruzione nei porti di tutta la Spagna e del Nord Africa (comprese Vigo, Marbella, Cartagena, Motril, Ayamonte, Sanlúcar de Barrameda e Malaga, dove affondarono 9 navi spagnole). Dieci delle 40 navi della flotta britannica vennero richiamate in Inghilterra a luglio, prima che tutte le navi rimanenti, tranne 8, salpassero ancora una volta per Lisbona per effettuare il rifornimenti necessari. Queste 8 navi furono lasciate al comando di Richard Stayner al fine di continuare il blocco di Cadice.
Nel 1656, durante il regno di Filippo IV nel porto di Cartagena de Indias si costituì la Flotta de Tierra Firma con il compito di trasferire fondi monetari in argento e prestiti in Spagna.
Capitana della flotta divenne la patache San Francisco y San Diego (380 tonnellate, 20 cannoni, 200 uomini d'equipaggio) costruita in America e di proprietà di don Diego Giraldo. Nel 1654 aveva fatto parte della flotta della Nuova Spagna del generale Diego de Portugal, e nel 1655 ritornò in America da Cadice al comando del capitano Marcos del Puerto con il Certificato Reale che avrebbe dato origine alla formazione della nuova flotta consegnato direttamente nelle mani del governatore di Cartagena da Indias don Pedro Zabala. Tale certificato reale ordinava al governatore di predisporre il trasferimento dei fondi monetari che si trovavano lì in Spagna, entro il mese di novembre. L'urgenza di tale ordine costrinse il governatore a utilizzare le navi mercantili presenti in porto, equipaggi, e munizionamento, che non corrispondevano ai requisiti minimi di quelli utilizzati per la Flotta de Tierra Firme. Inoltre don Pedro Zabala dovette finanziare, al costo di 70 000 pesos, gli stipendio degli equipaggi, l'acquisto di materiali, viveri, e altro.
Secondo la testimonianza del capitano Marcos del Puerto, un ufficiale ben addestrato, che per dodici volte aveva fatto parte delle flotta spagnole che andavano dalla Spagna alle Americhe, e viceversa per dodici volte di quelle che ritornavano dalle Americhe alla Spagna, si trattava di navi usate per la guardia costiera e per il trasporto della posta, con equipaggi scarsamente addestrati. Unici ufficiali dotati di esperienza di navigazione erano il luogotenente della Capitana, Francisco Manzano, don Juan de Hoyos e don Francisco de Esquivel y Zárate.
Nel mese di marzo venne completata la preparazione prima del viaggio in Spagna del galeone Nuestra Señora de la Popa y San Francisco Javier, che assunse il ruolo di Almiranta della squadra di Marcos del Puerto.
La Capitana e la Almiranta erano accompagnate da tre urcas,  Nuestra Señora de la Victoria y San Francisco de Paula (450 tonnellate, 26 cannoni in ferro e 4 in bronzo, 200 uomini d'equipaggio, al comando del capitano Juan Rodriguez Calderón), Profeta Elias Nuestra Señora del Rosario y San Antonio (450 tonnellate, 18 cannoni in ferro e 4 in bronzo, capitano Juen de la Torre) e Nuestra Señora del Rosario y San Diego (24 cannoni, 200 uomini d'equipaggio, capitano José de Parades ).
Successivamente si unì alla flotta il galeone "Jesús María y José" (500 tonnellate, 26 cannoni in bronzo, 400 uomini d'equipaggio, e che trasportava che trasportava un carico di quarantacinque tonnellate d'argento, 700 casse di indaco e 700 casse di zucchero) di don Juan de Hoyos, che era sopravvissuto della flotta di Luis Francisco Núñez de Guzmán y Niño Silva de Rojas y Guevara marchese de Montealegre, distrutta da una tempesta nel canale delle Bahamas.
Il rifornimento di viveri fu fatto a Cartagena da Indias, alla partenza della flotta, avvenuta il 27 aprile, e fu completata a l'Avana, dove le navi arrivarono tra il 21 e il 25 maggio, così come quello di acqua potabile. 
Il capitano Marcos del Puerto nominato generale della Armata, e imbarcato sulla patache San Francisco y San Diego, aveva l'ordine di aspettare a l'Avana la Flota de la Nueva España di Diego de Egües y Beaumont fino alla fine dell'estate. 
In totale il personale della flotta era composto da 737 membri dell'equipaggio e 327 passeggeri, tra cui vi erano personaggi illustri come l'ex governatore del Cile, Francisco López de Zúñiga Marchese de Baydes, e l'ex governatore de l'Avana, don Diego de Villalva. La flotta trasportava 857 lingotti d'argento: 352 sulla Capitana, 322 sulla Almiranta e 183 a bordo del galeone Jesus, Maria y José, e anche 840 642 pesos. La Nuestra Señora de la Victoria aveva a bordo 600 000 pezzi da otto, mentre a bordo dei galeoni vi erano anche prigionieri inglesi e olandesi dell'isola di Tortuga. Nel porto di San Cristóbal, a l'Avana, fu imbarcato parte del carico che era affondato a Los Mimbres, nel canale delle Bahamas, appartenente al galeone Nuestra Señora de las Maravillas.
Il 25 giugno il generale Marcos del Puerto diede l'ordine alla Flota de Tierra Firma di salpare per la Spagna, senza attendere la Flota de la Nueva España di Diego de Egues, emanando nel contempo ordini precisi su come compiere la traversata oceanica. Arrivati a 10 miglia dalle Azzorre le navi spagnole catturarono una caracca portoghese, il cui equipaggio ingannò il generale Marcos del Puerto dicendogli che la flotta inglese era stata sconfitta dagli spagnoli.
Invece di recarsi a Larache, sulla costa del Marocco, e li accertarsi della presenza di eventuali navi inglesi, don Marcos del Puerto diresse direttamente verso il Portogallo.
Il 18 settembre le navi spagnole oltrepassarono Ayamonte, Huelva e Arenas Gordas. Al tramonto la formazione raggiunse l'altezza del Monastero di Nuestra Señora de la Regla (Chipiona), e la nave ammiraglia sparo alcune salve di artiglieria come saluto, accese le lanterne e si "dirisse verso in mare" seguita dalle altre navi oltrepassando quindi Sanlúcar de Barrameda. Il 19 settembre la formazione virò verso Cadice e all'alba, a circa quattro o cinque leghe dalla città, vennero avvistate sei o otto vele che vennero credute di pescatori.

### La battaglia navale
Si trattava delle navi inglesi del capitano Richard Stayner, che comandava una squadra navale composta dalle fregate Speaker (nave ammiraglia), Tredagh (capitano John Harman), Plymouth (capitano Littlejohn) e Bridgewater da 52 cannoni (capitano Anthony Earning), Diamond da 60 cannoni (capitano Gilbert Gott), e Providence da 32 cannoni (capitano Mackey). Stayner aveva saputo del convoglio che trasportava argento in Spagna e si era posto immediatamente sulle sue tracce nel tentativo di intercettarlo.
Le navi inglesi impegnarono immediatamente combattimento con la flotta spagnola. La urca Profeta Elias Nuestra Señora del Rosario y San Antonio venne catturata dalla fregata Tredagh. Il comandante della urca  Nuestra Señora de la Victoria y San Francisco de Paula, don Juan Rodriguez Calderón, vedendo che la sua nave aveva perso la maggior parte dei suoi uomini, diede fuoco alla nave che stava affondando prima che gli inglesi riuscissero a salire a bordo. A mezzogiorno giunsero sul luogo della battaglia la Speaker, la Plymouth, la Bridgewater, e la Diamond che attaccarono in successione la Almiranta. Poiché la maggior parte dei soldati era stata uccisa, mentre la sua nave sta per essere abbordata, l'ammiraglio don Francisco de Esquivel decise di dar fuoco al galeone che successivamente esplose. Il marchese de Baides, sua moglie e una delle sue figlie rimasero uccisi, mentre i tre figli e due delle sue figlie dopo essersi gettati in mare vengono fatti prigionieri così come l'ammiraglio de Esquivel. Il galeone Jesús, Maria y José di Juan de Hoyos cercò di fuggire dirigendosi verso il porto di Cadice ma venne raggiunto e pesantemente cannoneggiato. Juan de Hoyos rimase gravemente ferito e il galeone si arrese ammainando la bandiera. Don Juan de Hoyos morì per le ferite riportate presso l'ospedale di Lagos il 22 ottobre, all'età di 46 anni. La urca Nuestra Señora de Rosario y San Diego riuscì a raggiungere indenne Cadice, mentre la Capitana di don Marcos de Puerta venne attaccata da diverse navi inglesi, riuscendo a disimpegnarsi, ritornò par cercare di aiutare la Almiranta, ma quando quest'ultima prese fuoco, la Capitana diresse par Cadice arrivandovi indenne. La patache al comando di José de Pimenta venne portata ad arenarsi sulla spiaggia. Gli inglesi catturarono due navi, ne distrussero altre tre, e sequestrarono 54 cannoni e beni per un valore di 200 000 sterline dell'epoca.
Gli spagnoli subirono una perdita stimata di 14 300 000 pezzi da otto, 272 pezzi di artiglieria e 1 400 uomini.
La notizia della vittoria fu portata in Inghilterra dalla fregata Hampshire al comando dal capitano Robert Storey, che arrivò il 1 ottobre e consegnò il rapporto ufficiale dei generali Blake e Montagu. La notizia venne accolta con entusiasmo a Londra e rafforzò Oliver Cromwell nella sua convinzione che la guerra navale che imponeva alla Spagna fosse efficiente e redditizia dal punto di vista finanziario. Ordinò quindi a Blake di continuare nella sua missione, nonostante le recriminazioni di quest'ultimo che sottolineava l'inadeguatezza dei mezzi a sua disposizione per portarla a termine e che il successo di Steyner derivava soprattutto da un colpo di fortuna. Tuttavia, il 20 aprile dell'anno successivo, Blake ottenne a sua volta una grande vittoria annientando la flotta dell'oro spagnola davanti a Santa Cruz de Tenerife.

### Annotazioni
1. ↑  Originario di Siviglia e residente a Cartagena de Indias, nato all'interno di una famiglia di profonda tradizione marinara. Era il figlio del governatore don Pedro de Esquivel che prestò servizio nell'esercito spagnolo per più di cinquant'anni.
2. ↑   Nato a Oñati (Gipuzkoa), residente a Cadice e Cavaliere dell'Ordine di Santiago.
3. ↑  Imbarcato sulla Almirante con sua moglie, le sue tre figlie e i suoi tre figli. La figlia maggiore sposerà il duca di Medinaceli al suo arrivo in Spagna, un'altra era fidanzata con Juan de Hoyos.
4. ↑  Marcos del Puerto sapeva che se la squadra di Diego de Egües y Beaumont fosse arrivata a l'Avana in tempo quest'ultimo avrebbe assunto il comando della Flota de Tierra Firma.

### Fonti
1. 1 2 3 4 5 6 7 8 9 10 11 12 13 14 15 16 17 18 19 20 21 22 23 24 25  British Civil War Commonwealth & Protectorate 1638-1660.
2. 1 2 3 4 5 6 7 8 9 10 11 12 13 14 15 16 17 18 19  Diario de Cadiz.
3. 1 2  Duro 1899, p. 20.
4. 1 2  Duro 1899, p. 21.
5. 1 2 3 4 5  Duro 1899, p. 22.
6. 1 2 3 4 5  Manilvabuceo.
7. 1 2 3 4 5 6 7 8  Diario de Cadiz.
8. 1 2  Duro 1899, p. 23.
9. 1 2 3  British History.